# Конјугован комплексан број
У математици, конјугован комплексан број је број коме је промењен знак имагинарног дела, тј. конјугат броја {\displaystyle z=a+ib} где {\displaystyle a,b\in \mathbb {R} } је број {\displaystyle {\bar {z}}=a-ib}. Често се користи и ознака {\displaystyle {\bar {z}}}.
Пример: {\displaystyle {\overline {(3-2i)}}=3+2i}, {\displaystyle {\bar {i}}=-i} и {\displaystyle {\bar {7}}=7}.
Уколико посматрамо комплексни број као тачку у равни, конјугат комплексног броја био би представљен његовим одразом од x-осе (пошто се на y-оси налази имагинарни део).

## Својства
Својства се односе на све комплексне бројеве уколико није другачије речено.
{\displaystyle {\overline {(z+w)}}={\bar {z}}+{\bar {w}}}
{\displaystyle {\overline {(zw)}}={\bar {z}}{\bar {w}}}
{\displaystyle {\overline {\left({\frac {z}{w}}\right)}}={\frac {\bar {z}}{\bar {w}}}} ако је w различит од 0
{\displaystyle {\bar {z}}=z} акко је z реалан број
{\displaystyle \left|{\bar {z}}\right|=\left|z\right|}
{\displaystyle {\left|z\right|}^{2}=z{\bar {z}}}
{\displaystyle z^{-1}={\frac {\bar {z}}{{\left|z\right|}^{2}}}} ако је z различит од 0

Уколико је {\displaystyle p\,} полином са реалним коефицијентима, и уколико је {\displaystyle p(z)=0\,}, тада је и {\displaystyle p({\bar {z}})=0}, тј. корени полинома са реалним коефицијентима се појављују као конјуговани комплексни бројеви уколико нису на реалној правој.